# Geïnduceerde weerstand

Geïnduceerde weerstand

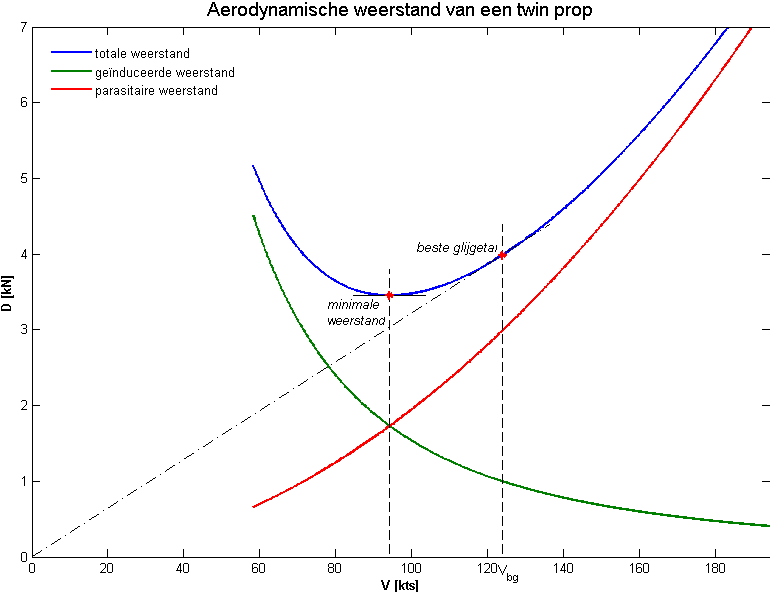
Luchtweerstand van een vliegtuig

Geïnduceerde weerstand is de luchtweerstand of scheepsweerstand die ontstaat als neveneffect van het opwekken van de liftkracht. Geïnduceerde weerstand treedt op zodra een stroming afgebogen wordt. Dwars op de aanstromingsrichting ontstaat een kracht die door de afbuiging een helling krijgt. Deze is te ontbinden in liftkracht en geïnduceerde weerstand. De weerstand is dus noodzakelijk om lift te verkrijgen. 
De geïnduceerde weerstand vormt samen met de weerstand van het vleugelprofiel de totale weerstand van de vleugel. Opgeteld bij de parasitaire weerstand vormen zij de totale weerstand van het vliegtuig.

## Invalshoek
Als de invalshoek van een vleugel toeneemt, neemt ook de totale luchtkracht op de vleugel toe. De lift, de component van de luchtkracht loodrecht op de ongestoorde luchtstroom, wordt hierdoor groter. Ook de weerstand, de component evenwijdig aan de luchtstroom, neemt echter toe. De toename van de weerstand die veroorzaakt wordt door het creëren van lift, is de geïnduceerde weerstand.
Geïnduceerde weerstand neemt meestal een groot deel van de totale weerstand van een vliegtuig voor zijn rekening.
De tipwervels die een vleugel creëert tijdens de vlucht, staan in direct verband met de geïnduceerde weerstand. Deze wervels kosten energie om in stand gehouden te worden, en die wordt aan het vliegtuig onttrokken door de geïnduceerde weerstand. Door winglets op de vleugels te plaatsen wordt ervoor gezorgd dat de tipwervels kleiner worden en dus geïnduceerde weerstand afneemt. Hierdoor kan het brandstofverbruik van een vliegtuig gereduceerd worden. 

## Scheepvaart
Bij schepen treedt geïnduceerde weerstand op bij roeren, scheepsschroeven en stabilisatievinnen. Tijdens het manoeuvreren ontstaat er ook een geïnduceerde weerstand op de romp zelf als deze schuin wordt aangestroomd. Verder treedt de weerstand op bij draagvleugelboten en planerende schepen die lift nodig hebben om zich uit het water te verheffen en bij zeilschepen.